# 荷蘭安樂死議題
荷蘭安樂死於2001年正式通過合法 並於 2002 年正式實行。相關法案允許協助自殺，並且在專業的醫護指導下允許協助主動安樂死。 安樂死的條件須為患者的意願，以及病患的疾病(無法忍痛的痛苦以及沒有治療的可能)，其他相關的治療方式都已經告知病患，並且沒有其他的選項，並經由諮詢過其他醫生的意見等才能申請安樂死。  法規並規定醫療人員進行安樂死時須向安樂死委員會報告。

## 立法歷程
有關荷蘭安樂死的法律上的辯論於1973年的「波斯馬案件」(Postma case) 開始，該案件的內容為一名醫生因為母親多次要求後替她執行安樂死。 在那名醫生被判有罪後，法院也同時認定醫生不必總是依照醫師天職讓病人活著的判決案例。這個案例影響了荷蘭後來在 1980 年代相關的判決。
2001年4月，荷蘭通過了「尊嚴終結生命以及協助自殺」(Termination of Life on Request and Assisted Suicide (Review Procedures) Act) 法案， 並於2002年4月1日起生效。法案允許在特殊情況下允許醫療人員協助自殺。 法案由當時荷蘭的民主66黨的健康大臣Els Borst提出，相關法案的細節由荷蘭醫學團體歷經20多年討論決定。
安樂死的法案相當嚴謹，需要經由滿足以下條件，並經由醫療審議委員會審議通過才能執行：
- 病患承受難以忍受的痛苦並且無法改善。
- 病患需為自願要求並且非常堅定(病患的意願不得受到其他人影響或是精神疾病或藥物影響)。
- 病患需知悉其他的選擇，可能性或是選項。
- 需諮詢過一位以上的醫生，並了解整個狀況。
- 執行過程需經由醫療單位確保符合病患的需求以及醫生必須在場。
- 病患最少需滿 12 歲以上 (12~16歲的病患需要由家長同意)。

醫生另外需依照「埋葬及火葬法」(Burial and Cremation Act)向地方驗屍官報告人員死亡。由區域審查委員會評定尊嚴安樂死的環境是否符合標準。 如果不符合要件，將會提交至檢察官。法案最後承認病患提交的自願安樂死志願書的有效性。如果在病患已經昏迷或是無法表達時，可以藉由志願書表達。
如果沒有滿足以上的法律要件，安樂死仍然會被視為犯罪行為。 除此之外，以下的行為被視為合法的醫療措施：
- 停止或不執行無效醫療處置。
- 在病人的要求下停止或不執行醫療行為。

針對未滿12歲的兒童安樂死仍然是違法行為，但是 Eduard Verhagen仍記錄過一些案例，如果遵照格羅寧根議定書(Groningen Protocol)的標準，檢察官將不會起訴該名醫生。

## 現況
2003年，官方統計有1626人經由安樂死死亡，為該年度死亡人數的1.2%。通常會使用鎮靜劑或是硫噴妥鈉使病患陷入昏迷，之後再使用泮庫溴銨使病患停止呼吸，使其尊嚴安樂死。
根據2016年的官方統計，有6091人經由安樂死死亡，為該年度死亡人數的4%。
2023年，荷蘭官方統計經由安樂死的死亡人數為 9068 人，約佔該年度總體死亡人數的5.4%。

## 來源
1. 1 2  . BBC. 2001-04-11  [3 November 2018]. （原始内容存档于2002-10-02）.
2. 1 2 3  Buiting H, van Delden J, Onwuteaka-Philpsen B,  et al. . BMC Med Ethics. 2009, 10: 18. PMC 2781018 . PMID 19860873. doi:10.1186/1472-6939-10-18.
3. ↑  Rietjens JA, van der Maas PJ, Onwuteaka-Philipsen BD, van Delden JJ, van der Heide A. . J Bioeth Inq. September 2009, 6 (3): 271–283. PMC 2733179 . PMID 19718271. doi:10.1007/s11673-009-9172-3.
4. ↑  Janssen, André. . Int J Law Policy Family. 2002, 16 (2): 260–269. PMID 16848072. doi:10.1093/lawfam/16.2.260.
5. ↑  . 12 April 2017  [10 February 2018]. （原始内容存档于2018-02-25）.
6. ↑  Ferrer, Isabel. . EL PAÍS English. 2024-04-19  [2024-12-15] （美国英语）.

## 外部連結
- Dutch Assisted Suicide & Euthanasia Annual Reports （页面存档备份，存于） in English, German, French and Dutch.
- The troubled 29-year-old helped to die by Dutch doctors （页面存档备份，存于） - BBC News. Published 9 August 2018.

## 參照
安樂死
- 儿童安乐死
- 安乐死 (美国)
- 安寧緩和醫療
- 瑞士安樂死議題
- 加拿大安樂死議題
- 荷蘭安樂死議題
- 印度安乐死
- 協助自殺